# God's Plan (мікстейп)
God's Plan — третій офіційний мікстейп американського реп-гурту G-Unit, записаний після підписання 50 Cent контракту з лейблами Shady Records і Aftermath Entertainment вартістю в $1 млн. Ремікс «Work It» Міссі Елліотт потрапив до її альбому Under Construction. «Niggas» містить 2 куплети з однойменної пісні з посмертної платівки The Notorious B.I.G. Born Again. Куплет з «The World» використали у реміксі «Cry Me a River» Джастіна Тімберлейка.
Гост: DJ Whoo Kid. Зведення: Sha Money XL. Журнал XXL присвоїв No Mercy, No Fear 9-ту сходинку у «Топ-20 найкращих мікстейпів усіх часів».

## Список пісень
1. «Words from Eminem» — 0:22
2. «Catch Me in the Hood» — 3:43
3. «You're Not Ready» — 3:16
4. «Gangsta'd Up» — 3:04
5. «If Dead Men Could Talk» — 3:01
6. «Banks Workout Pt. 2» — 3:13
7. «Crazy» — 2:24
8. «187 Yayo» — 3:33
9. «The World» (з участю Governor) — 2:24
10. «Short Stay» — 2:23
11. «Minds Playing Tricks» — 1:26
12. «Niggas» — 3:31
13. «Tainted» — 2:22
14. «Ching Ching Ching» — 2:11
15. «Work It» (Remix) (Missy Elliott з участю 50 Cent) — 4:54